# La civilización puesta a prueba
La civilización puesta a prueba, obra del historiador Arnold J. Toynbee. Consiste en un conjunto de ensayos, en donde repite, especifica y ahonda algunos aspectos de sus doctrinas históricas. También aprovecha para hacer aplicación de sus conceptos e ideas históricas al momento en que escribía el libro, tratando de adelantar el desarrollo histórico de lo que vendría en el siglo XX. Predijo en el libro que las principales disputas que se suscitarían en el mundo serían de carácter espiritual, y que la religión sería el futuro campo de batalla en donde chocarían los poderes del mundo.